# Geografia Marianów Północnych

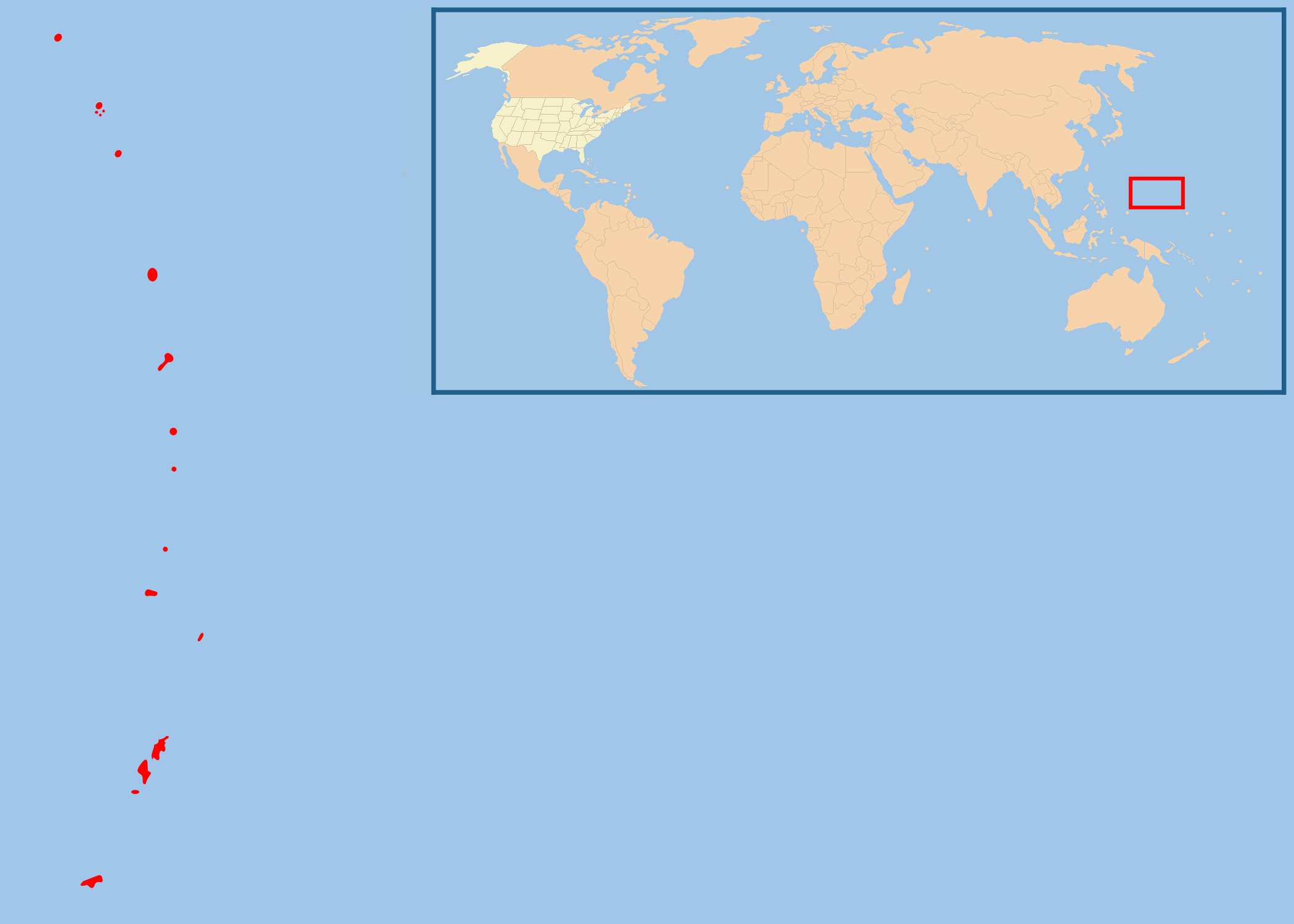
Położenie i rozmieszczenie Marianów Północnych

Mariany Północne są wyspiarskim terytorium stowarzyszonym ze Stanami Zjednoczonymi, które leży na Oceanie Spokojnym. Wyspy cechują się wilgotnym, tropikalnym klimatem i urozmaiconą rzeźbą terenu.

## Powierzchnia i rozmieszczenie
Powierzchnia – 477 km²
Rozmieszczenie wysp – wyspy ciągną się południkowo między 13°N a 21°N, na długości około 900 km. Mariany Północne leżą w zachodniej części Pacyfiku, 5300 km na zachód od Hawajów.
Mariany od południa sąsiadują z wyspą Guam, należącą do Stanów Zjednoczonych i wraz z nią stanowią archipelag Marianów, który należy do Mikronezji.
Łączna długość linii brzegowej wynosi 1480 km.

## Ukształtowanie poziome

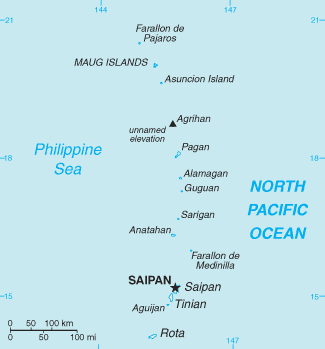
Mapa wysp

Mariany Północne składają się z szeregu wysp, które można podzielić na dwa typy: większe, które cechują się stosunkowo nizinnym krajobrazem ze wzniesieniami do 400–500 m n.p.m. i mniejsze o górzystym charakterze. Największymi wyspami są: Saipan, Tinian i Rota, które leżą w południowej części archipelagu, któremu początek daje wyspa Guam. Mniejsze wyspy zajmują północną część archipelagu. Wyspy na ogół mają słabo rozwiniętą linię brzegową, jedynie wyspy Saipa i Rota urozmaicone są wyraźnymi półwyspami. Wybrzeże największych wysp jest w większości niskie, gdzie w wielu miejscach występują piaszczyste plaże. Poza plażami liczne są odcinki skaliste, a także klify. Mniejsze, górzyste wysepki cechują się surowym wybrzeżem.

## Budowa geologiczna i rzeźba

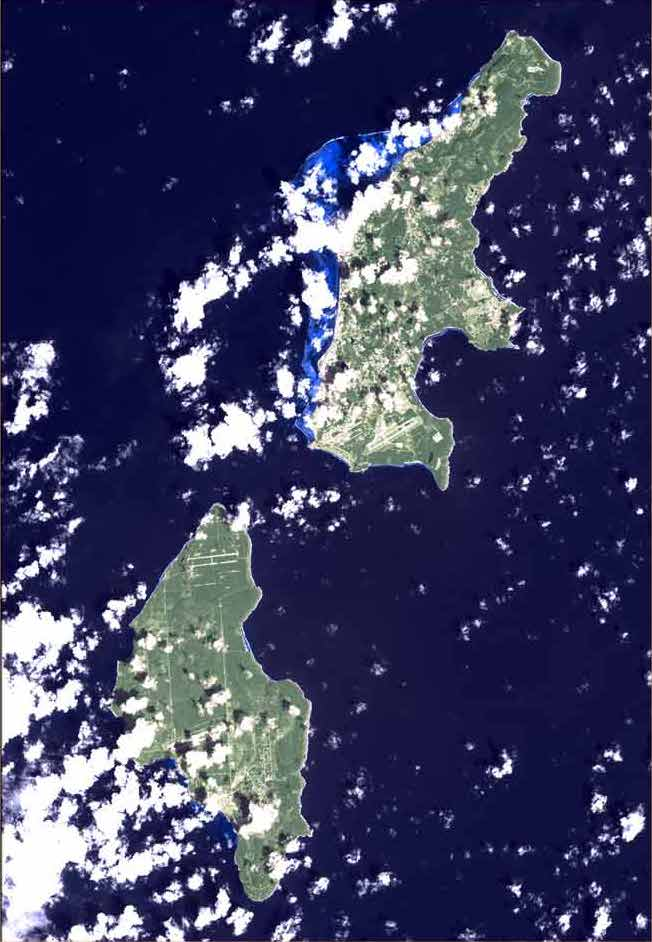
Saipan i Tinian widziane z dużej wysokości

Mariany są wyspami pochodzenia wulkanicznego i koralowego i leżą na styku płyty filipińskiej i pacyficznej. U wschodnich wybrzeży znajduje się najgłębszy oceaniczny rów świata – Rów Mariański. Północne wyspy to izolowane wzniesienia wulkaniczne, wystające ponad powierzchnię wody. Wyspą tym towarzyszą liczne podmorskie stożki. Wyspy budują skały wulkaniczne takie jak andezyty i bazalty pod którymi znajduje się kredowe podłoże. Silna działalność wulkaniczna miała miejsce w czasie eocenu. Obecne nie wszystkie wulkany są czynne, do czynnych należą: Agrihan, Pagan, Anatahan i Uracas. Południowe wyspy są pochodzenia koralowego, które budują wapienie, a do zachodów otaczają je rafy koralowe.

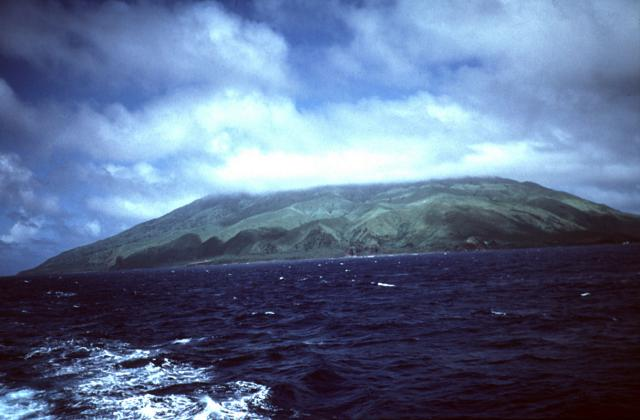
Wyspa Agrihan z najwyższym szczytem wysp – wygasłym wulkanem

Południowe wyspy są na ogół nizinne (0–300 m n.p.m.), ale część powierzchni to tereny wyniesione do 400–500 m n.p.m. Liczne są wzniesienia i pagórki, a na wyspie Rota znajduje się niewielki płaskowyż (450–460 m n.p.m.). Na wyspie Saipan znajduje się wygasły wulkan Topothan o wysokości 464 m n.p.m. Północne wyspy, są górzyste, gdzie średnia wysokości stożków sięga 500–800 m n.p.m. a najwyższe wzniesienie – wulkan Mount Agrihan leży na wyspie Agrihan i ma 950 m n.p.m. Jest to wysokość duża, ze względu na to iż wyspa ma niewielkie rozmiary. Sama wyspa stanowi jedynie szczyt podmorskiej góry. Te niewielkie wyspy pozbawione są niziny, o zbocza wulkanów schodzą do samego brzegu morskiego.

## Klimat

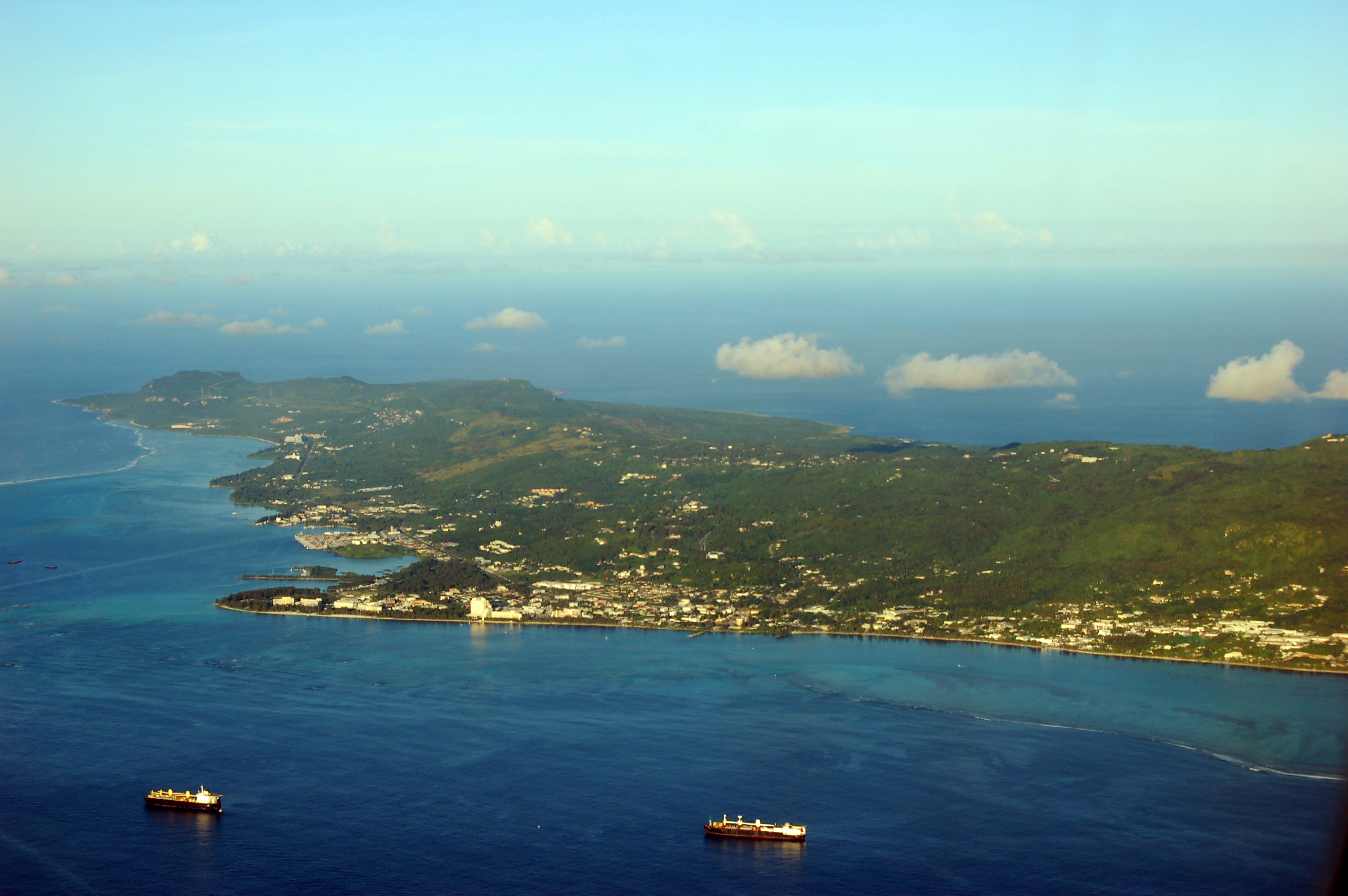
Wyspa Saipan

Mariany Północne leże w dwóch strefach klimatycznych: równikowej na południu i podrównikowego na północy, gdzie zaznacza się wyraźna pora sucha. Wpływ na pogodę mają pasaty.
Różnice w temperaturach między północnymi a południowymi wyspami są niewielkie ze względu na wpływ oceanu i ciepłych, wilgotnych prądów morskich. Toteż średnie wartości na wszystkich wyspach wynoszą od 22-24 °C w półroczu zimowym do 26-28 °C w półroczu letnim. Różnice w skali roku są niewielkie, szczególnie na południu. Wysunięte najbardziej na północ wyspy cechują się widocznymi różnicami termicznymi, ale średnie wartości w każdym miesiącu są wyższe niż 20 °C. Dobowe różnice temperatur są niewielkie.
Inaczej jest w przypadku opadów, gdzie różnice opadowe między wyspami południowymi a północnymi są duże. Na Rota średnie roczne opady wynoszą 3000 mm do maksymalnie 3300 mm. Na Rota nie ma pory suchej, ale występuje okres ze zmniejszoną ilością deszczu. Największe opady występują w półroczu letnim. Najmniejsze opady na wyspach północnych takich jak Farallon de Pajaro czy Maug Islands wynoszą poniżej 2000 mm, gdzie średnia roczna to 1500 mm. Występuje tam wyraźna, kilkumiesięczna pora sucha. Na wszystkich wyspach panuje wysoka wilgotność powietrza. Cały archipelag Marianów nawiedzany jest przez tajfuny i burze.

## Wody
Sieć ogranicza się do niewielkich cieków w postaci strumieni i potoków spływających ze zboczy górskich w kierunku oceanu. Na wulkanicznych wyspach leżą niewielkie jeziora kalderowe, na wyspie Pagan i Anatahan. Na wyspie Saipan leży niewielkie, przybrzeżne jezioro Susupe Lake.

## Flora i fauna
Roślinność wysp jest zróżnicowana i generalnie dobrze zachowana, choć w wielu miejscach została wyniszczona. Obszary gdzie występują dobrej jakości gleby pokrywają wilgotne lasy tropikalne. Tereny bardzie płaskie to obszary występowania roślinności sawannowej i krzaczastych zarośli. Charakterystycznym drzewem jest tutaj palma kokosowa, która jest także drzewem uprawnym, oraz drzewo chlebowe. Do innych gatunków należą bananowce i hibiskusy.
Fauna jest ograniczona gatunkowo i bogactwem cechuje się świat ptaków, głównie morskich, oraz skorupiaki. Liczne są także gady jak m.in. węże żyjące w lasach. Ssaków jest niewiele, ograniczają się one głównie do gryzoni. Bogactwem cechują się wody przybrzeżne ze względu na mnogą liczba gatunków ryb, ssaków morskich i skorupiaków. Region zamieszkiwany jest przez różne gatunki rekinów.